# Heptaanzuur
Heptaanzuur, ook wel enantinezuur of n-heptaanzuur genoemd, is een verzadigd vetzuur met een onaangename geur.  De esters van heptaanzuur, zoals ethylheptanoaat, hebben een aangenamere geur en zij worden dan ook vaak gebruikt als geur- of smaakstof.